# Isochromodes subpicata
Isochromodes subpicata är en fjärilsart som beskrevs av Paul Dognin 1910. Isochromodes subpicata ingår i släktet Isochromodes och familjen mätare. Inga underarter finns listade i Catalogue of Life.